# Svensk sømil
Svensk sømil er i svensk søfart en tidligere benyttet længdeenhed på 7.420,44 m.
En svensk sømil er det samme som en geografisk mil.
En svensk sømil er en gammel enhed, som ikke benyttes længere, da man i Sverige benytter den almindelige sømil.